# Bela ruta, bel denar
Bela ruta, bel denar je krajše prozno besedilo Josipa Jurčiča. Delo je izšlo v dveh delih v časopisu Slovenski narod dne 19. julija in 21. julija leta 1874.

## Vsebina
Štirje prijatelji so se s čolnom peljali na Blejski otok. Eden izmed njih je imel s seboj svojo srčno izbranko, Jovanko, o kateri je pravil le najboljše stvari. Na poti nazaj jih na jezeru ujame manjše neurje in deklica v vodo vrže bel robec. Čolnar ob tem reče »Bela ruta, bel denar«, a pripovedovalcu, enemu izmed prijateljev, ne uspe izvedeti, kaj naj bi to pomenilo.
Čez nekaj let se je zaljubljeni mladenič povsem spremenil - postal je čemeren in nezaupljiv do žensk, z Jovanko sta se razšla. Pripovedovalec in nesrečni zaljubljenec sta se znova sešla na Bledu. Tam je pripovedovalec slišal za zanimivo vražo - deklica, ki se je z duhovnikom spečala, se ne sme po blejskem jezeru voziti, saj to postane nemirno. Lahko se reši le, če v vodo vrže belo ruto ali bel denar. Kasneje povpraša prijatelja in izve resnico - da je imela Jovanka tako veliko srce, da je bilo v njem prostora tudi za mladega kaplana, h kateremu je na skrivaj hodila. Kljub vsemu hudemu skleneta, da je dan lep in življenje lepo, pripovedovalec pa zapoje »Po jezeru bliz' Triglava«.

## Ozadje nastanka dela
Jurčič je ta krajši podlistek zapisal v času tako imenovanega »kulturnega boja«, obdobja hudih nesoglasij med liberalno in konservativno usmerjenimi Slovenci. Jurčič se je kot predstavnik mladoslovenskih liberalcev tako posmehnil duhovnikom, ki so pripadali predvsem konservativnemu krogu.
Pisatelj je podobno zgodbo pripravil že v dijaških letih, zapiski za Belo ruto, bel denar pa se pojavljajo v njegovi beležnici v letu 1872. Bled je najverjetneje obiskal s Franom Levcem in njegovo nevesto.